# Haiming (Tyrolsko)
Haiming je obec v Rakousku ve spolkové zemi Tyrolsko v okrese Imst. Leží mezi městy Telfs a Imst v údolí Oberinntal.  V obci žije přibližně 4 700 obyvatel. K 1. lednu 2011 zde žilo 4349 obyvatel, k 1. lednu 2018 pak 4659 obyvatel, k 1. 1. 2021 to bylo 4770 obyvatel.

## Geografie
Obec se skládá z šesti částí: Brunau, Haiming, Haimingerberg, Ochsengarten, Ötztal-Bahnhof a Schlierenzau. Samotný Haiming leží na horském srázu hory Tschirgant a je charakteristické zemědělstvím, zatímco v části Ötztal-Bahnhof (v ústí údolí Ötztal) díky příznivému dopravnímu spojení vznikla rozlehlá průmyslová a obytná zóna. Haimingerberg na jižní straně údolí si částečně zachoval svůj horský zemědělský vzhled. Část Ochsengarten je jednou ze dvou výchozích základen pro lyžařskou oblast Hochoetz a díky blízkosti sousedního Kühtai na východě je zapojen i do zimní turistiky. Jinak je pro Haiming charakteristická letní turistika (splavování horního Innu).
Celková rozloha obce je 40,2 km², z toho 13,5 % připadá na zemědělskou půdu,3,6 % na vysokohorské alpské louky, 60,3 % tvoří lesy a 18 % jsou vysokohorské oblasti. Z celkové rozlohy je 24,1 % území osídleno, zastavěna plocha zaujímá 1,2 % z celkové rozlohy.

### Sousední obce
Obce, které sousedí s Haimingem se nachází v okrese Imst.
| Tarrenz          | Nassereith Obsteig | Silz |
| Karrösten Karres |                    | Silz |
| Roppen           | Sautens Oetz       | Silz |

## Znak
Blason: V červeném (štítu) tři zlaté kukuřičné klasy, jejichž stébla jsou pokryta černým ozubeným kolem.
Barvy obecní vlajky jsou žlutočervené.
Obecní znak, který byl udělen v roce 1984, odkazuje svými obilnými klasy a ozubeným kolem na dvě nejdůležitější výdělečná odvětví v obci, zemědělství a průmysl.

## Historie
Urnové pole vykopané v roce 1952 u Forchetu, přesněji u Wiesenrainu (dnešní rybník u trafostanice), dokládá, že oblast Haimingu byla osídlena již kolem roku 800 př. n. l. První doložená zmínka o Haimingenu pochází z roku 1269, kdy Meinhard II. koupil od hraběte Heinricha von Eschenlohe pět statků v oblasti petersberského dvora. Název obce pochází ze starého bavorského osobního jména Haimo, které bylo spojeno s příponou -ing ("osada Haimo").
V roce 1313 se Haiming poprvé objevuje jako podhradí u svatopetrského dvora, most přes Inn v roce 1320. Až do roku 1939 byla tato cesta aktivní, ale kvůli nebezpečí padajících kamenů musely být navrženy nové koncepce přeložky silnice.
V roce 1315 je v listině v Ochsengartenu zmíněn Schwaighof. V této části obce se nachází jedno z nejstarších stálých vysokohorských osídlení v Tyrolsku. Ve středověku se v oblasti nacházel kámen podobný mramoru, který se používal v mnoha církevních stavbách. Vypráví se, že vévoda Fridrich IV. prý při svém útěku z Kostnice strávil několik dní v chatě v lese pod údolím Brandsee (Brandseetal).
Od roku 1627 tvořily Haiming, Schlierenzau a Ochsengarten samostatnou obec petersberského dvora. Když byla v roce 1884 postavena Arlberská železnice, byl přes řeku Ötztaler Ache položen most a v roce 1893 následovala výstavba železniční stanice Ötztal.
Po připojení Rakouska k Německu plánovala společnost Westtiroler Kraftwerke AG, dceřiná společnost Alpen-Elektrowerke-AG (AEW), výstavbu řetězce vodních akumulačních elektráren v Ötztalu. V rámci plánování elektrárny museli četní zemědělci v Haimingu na přelomu let 1941–1942 postoupit pozemky elektrárenské společnosti a na těchto pozemcích byl vybudován tábor nucené prace Haiming. Po skončení druhé světové války byl tábor Haiming přeměněn na uprchlický tábor. V únoru 2017 se o lokalitu zvýšil zájem médií, protože společnost TIWAG prodala pozemek o rozloze 95 000 m², na kterém se nacházel bývalý tábor, výrobci slaniny Handl Tyrol. V březnu 2017 požádalo 34 zemědělců o navrácení svých bývalých pozemků s tím, že jim byly za národního socialismu vyvlastněny.
Během druhé světové války postavil německý letecký průmysl v Haimingu velký větrný tunel, který byl po roce 1945 demontován. Část materiálu z něj byla použita na opravu železničního mostu v Brixleggu. V roce 1951 byl větrný tunel v Hochsavoyenu přestavěn. Původní díly se používají dodnes.
V roce 1958 byl Silzerberg nakonec pojmenován Haimingerberg. V roce 1972 byla vybudována silnice z Haimingu do Ochsengartenu. Dříve bylo toto místo přístupné pouze po pěšině.

## Partnerská města
- Pozuzo, Peru